# Hydrobaenus glacialis
Hydrobaenus glacialis är en tvåvingeart som beskrevs av Lundstrom 1915. Hydrobaenus glacialis ingår i släktet Hydrobaenus och familjen fjädermyggor. Inga underarter finns listade i Catalogue of Life.